# Карло Вакаро
Карло Алберти Вакаро е италиански индустриалец и акционер в български акционерни дружества.

## Биография
Роден е в Торино през 1864 г. Комисионер е на земеделски машини и сечива на Първото българско земеделско-промишлено изложение в Пловдив през 1892 г.
В началото на XX век се преселва в България. Като представител на строителна компания в Марсилия организира монтирането на първия електрически трамвай в София и на водноелектрическата централа в Панчарево през 1900 г. Собственик е на къща в София (в днешно време е посолство на Ватикана).
През 1904 г. се установява в Пловдив и купува тютюневата работилница „Орел“. От 1906 г. е член на Управителния съвет, а след това и директор на „Балканска банка“.
След установяването си в София през 1909 г. инициира създаването на „Съединени тютюневи фабрики – Картел“ АД. Обхваща 2/3 от общия обем на тютюневата промишленост в България и около 35% от манипулацията на тютюна. Създател е на първото кино в България „Модерен театър“. По-късно създава кинотеатри в Александрия, Одрин, Букурещ, Истанбул, Измир, Белград, Атина, Солун. От 1919 г. е акционер в „Българска горска индустрия“ АД в Кочериново. Основател и член е на Управителния съвет на Италианска и българска търговска банка. От 1921 г. е от главните акционери в „Ориенттабако“ АД в София.
По-късно заминава за Италия. Почива на 3 декември 1933 г.
| „               | „Осъзнаваме, че големината на една държава не се мери с бройката на нейните политици, а с броя на онези, които създават работа за другите“. | “ |
| Цар Фердинанд I | |   |